# Henning Strøm
Henning Strøm (født 16. juli 1925 på Frederiksberg, død 15. februar 2023) var departementschef i Boligministeriet og stift- og statsamtmand i Københavns Amt. Cand.jur. fra Københavns Universitet 1950.